# RISE
RISE（得名于“Radical, Internationalist, Socialist and Environmentalist”（激进、国际主义、社会主义和环境保护主义）的缩写）是爱尔兰的一个左翼政治组织。该组织成立于2019年，由爱尔兰众议院议员、原社会党成员保罗·墨菲创建。该组织是人民先于利润和人民先于利润—团结的成员。